# Taťána Kocembová

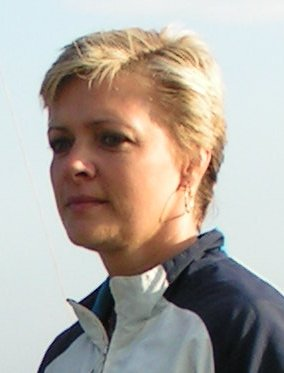
Taťána Kocembová

Taťána Kocembová, född den 2 maj 1962, är en tjeckisk före detta friidrottare som tävlade på 400 meter för Tjeckoslovakien under 1980-talet.
Kocembovás genombrott kom vid EM 1982 i Aten där hon blev bronsmedaljör på 400 meter på tiden 50,55, slagen bara av de två främsta någonsin på distansen,  östtyskan Marita Koch och tjeckiske Jarmila Kratochvílová. Vid samma mästerskap blev det silver i stafett 4 x 400 meter efter Östtyskland.
Vid VM 1983 blev hon silvermedaljör efter Kratochvílová. Hennes tid i finalen 48,59, vilket även är hennes personliga rekord. Det är fortfarande den femte bästa tiden någonsin på distansen. Vid samma mästerskap blev det även silver i stafett, återigen efter Östtyskland.
På grund av Tjeckoslovakiens bojkott av Olympiska sommarspelen 1984 i Los Angeles kunde Kocembová inte delta. Hennes sista mästerskap var i stället inomhus-EM 1984 där hon vann guld på 400 meter på tiden 49,97.